# Coleophora cracella
Coleophora cracella é uma espécie de mariposa do gênero Coleophora pertencente à família Coleophoridae.